# Saviore dell’Adamello

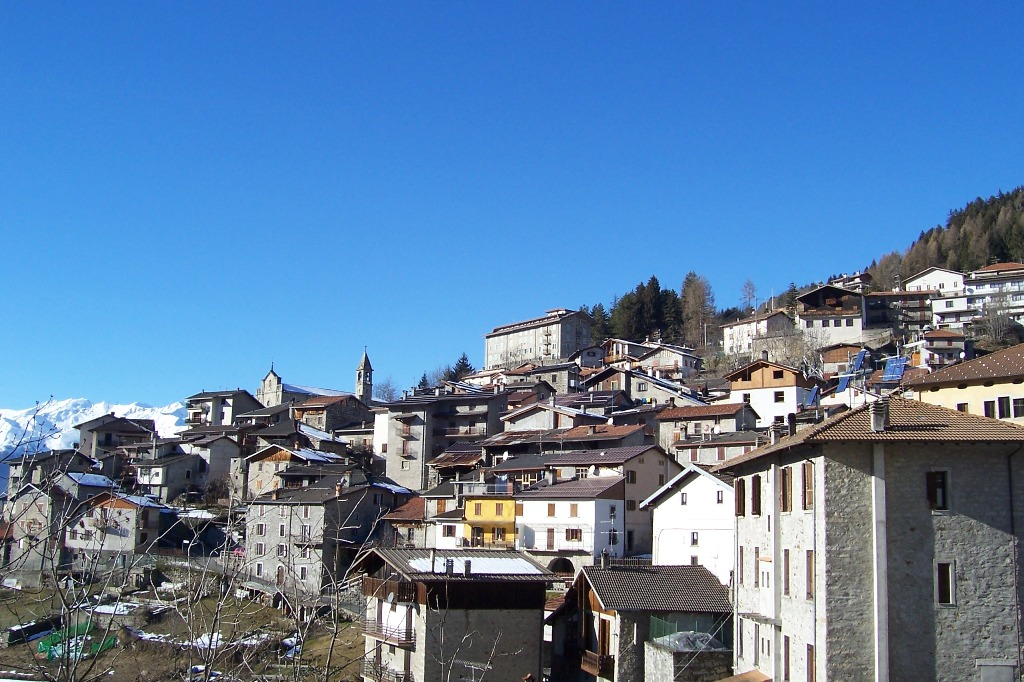
Blick auf Saviore dell’Adamello

Saviore dell’Adamello ist eine norditalienische Gemeinde (comune) mit 784 Einwohnern (Stand 31. Dezember 2023) in der Provinz Brescia in der Lombardei. Die Gemeinde liegt etwa 62 Kilometer nordnordöstlich von Brescia am östlichen Rand des Valcamonica im Valle di Saviore, gehört zur Comunità Montana di Valle Camonica und grenzt unmittelbar an das Trentino (Trentino-Südtirol).

## Geschichte
Mit dem Frieden von Breno vom 31. Dezember 1397 taucht die Ortschaft erstmals urkundlich auf.